# Eastern State Penitentiary

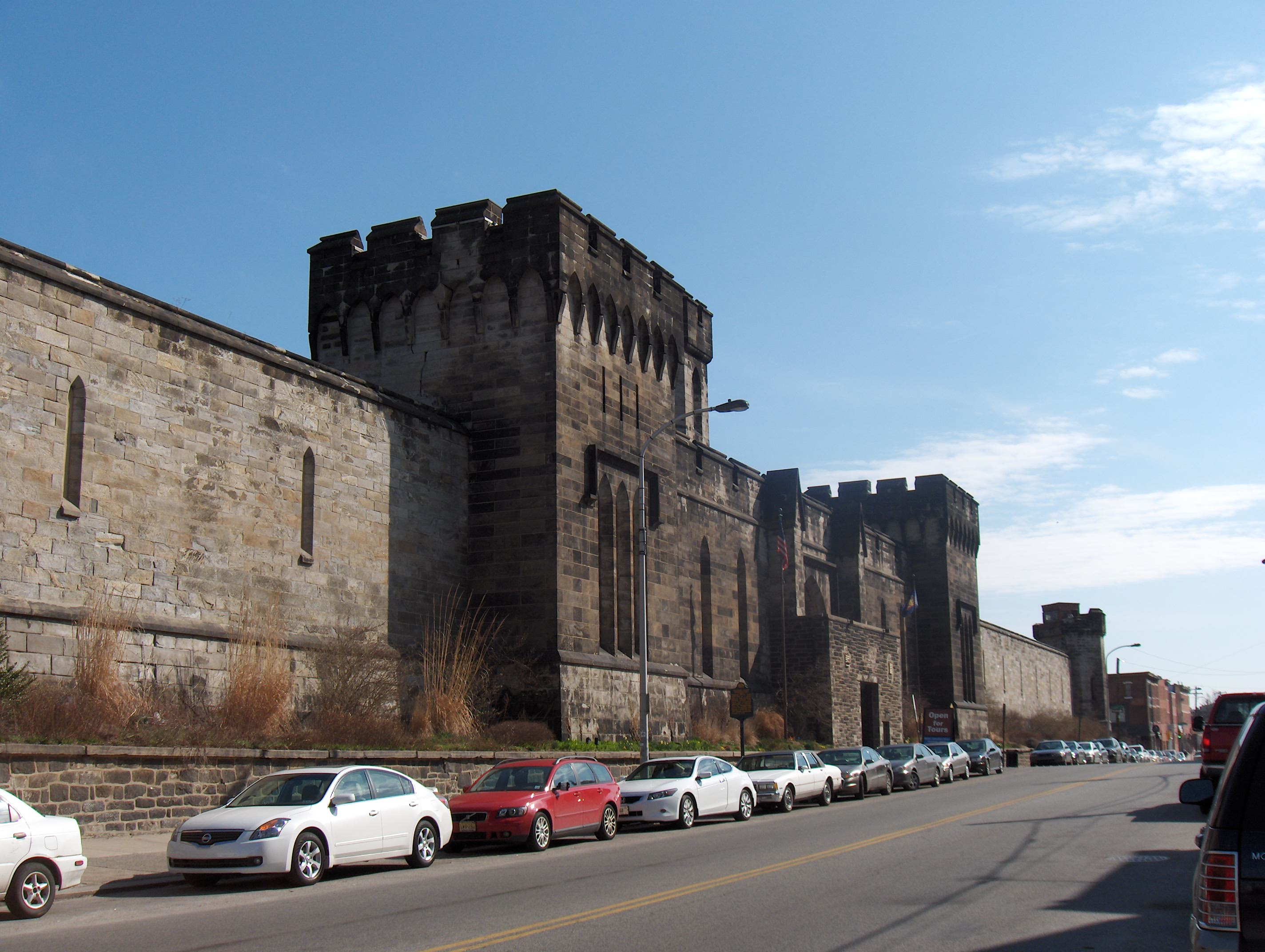
Eastern State Penitentiary

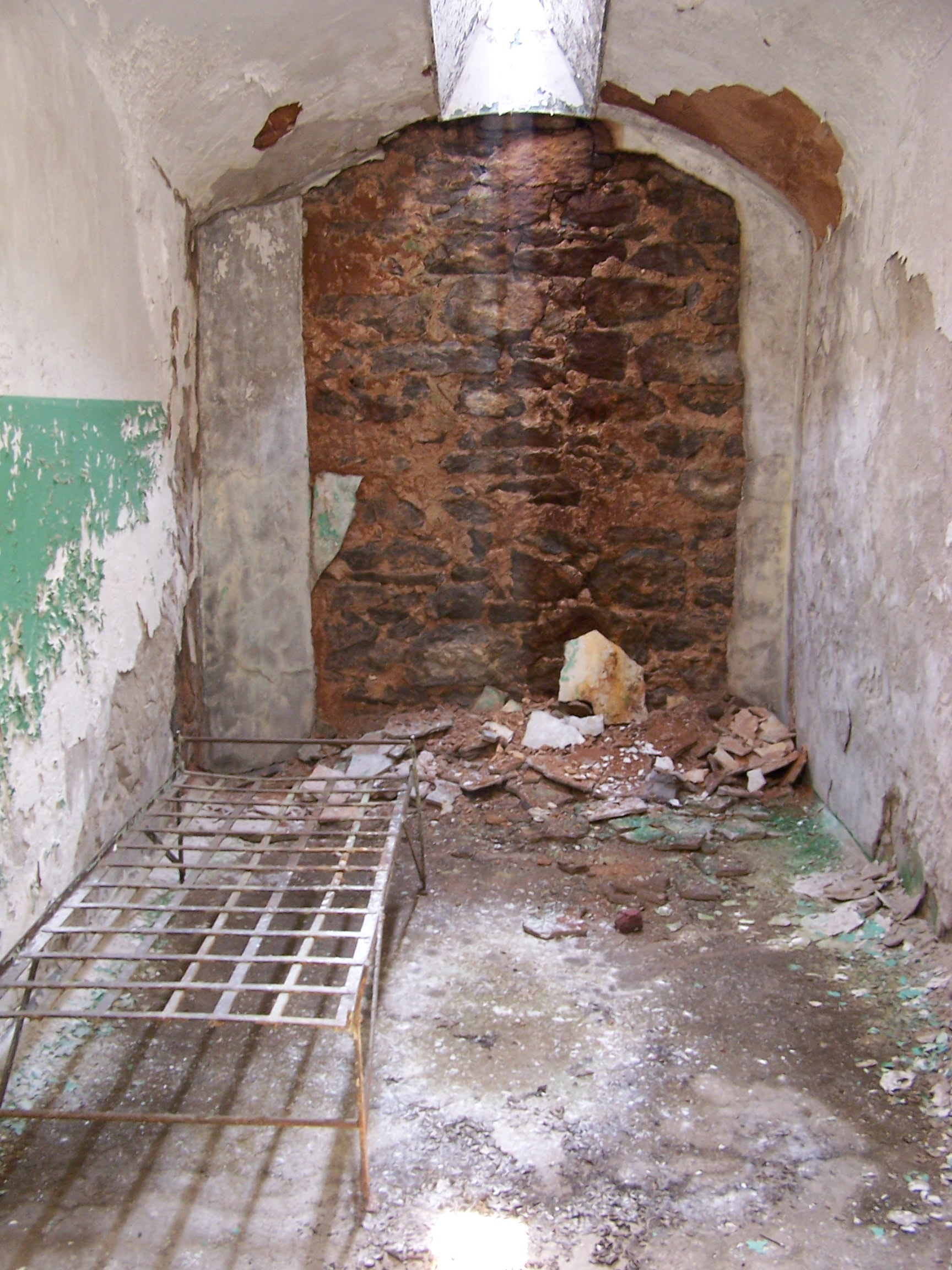
Veel cellen hadden alleen zenitaal licht

De Eastern State Penitentiary (ESP) is een voormalige gevangenis in de Amerikaanse staat Pennsylvania, meer bepaald aan 2027 Fairmount Avenue tussen Corinthian Avenue en North 22nd Street in de stad Philadelphia. Het bouwwerk was in gebruik als gevangenis van 1829 tot 1971. In 1829 was de ESP het grootste en duurste gebouw opgericht door de overheid ooit en de gevangenis werd al snel een model voor vele anderen in de wereld. Hier werd het systeem van apart opsluiten van gevangenen, zoals dat voor het eerst in de VS werd toegepast in de Walnut Street Jail, verfijnd. De nadruk kwam ook te liggen op het heropvoeden van de gevangenen, veeleer dan op het straffen. Bankrover Willie Sutton en maffiabaas Al Capone waren twee van ESP's bekendste gevangenen.
Tegenwoordig is de Eastern State Penitentiary een historische site en museum. Het is sinds 1965 erkend als National Historic Landmark. Tot 1991 hield men gewoon het verval tegen, maar sindsdien is men begonnen met het complex te renoveren.
Het interieur van het ziekenhuis werd gebruikt in de film Twelve Monkeys.